# Calvera, Basilicata
Calvera är en ort och kommun i provinsen Potenza i regionen Basilicata i Italien. Kommunen hade 384 invånare (2017).